# Shane Carruth

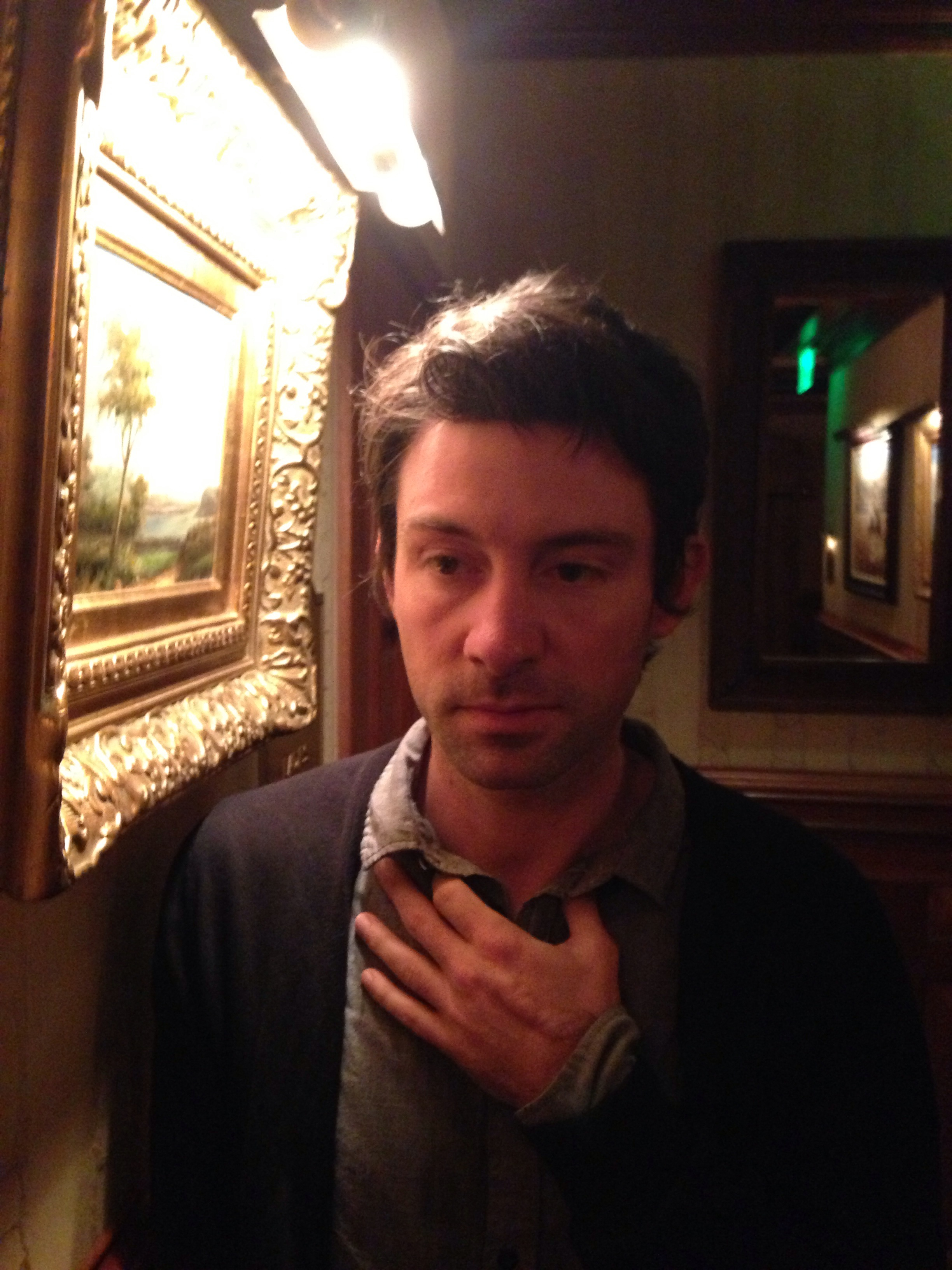
Shane Carruth (2013)

Shane Carruth (* 1972 in Myrtle Beach, South Carolina) ist ein US-amerikanischer Regisseur, dessen unorthodoxes Science-Fiction-Debüt Primer den Grand Prize des Sundance Film Festivals 2004 gewann und zum Kultfilm avancierte, doch erst 2013 kam sein zweites Werk Upstream Color in die Kinos.

## Karriere
Der aus South Carolina stammende Carruth studierte Mathematik an der Stephen F. Austin State University.
Der 2004 für nur 7.000 $ produzierte Film Primer über die Konsequenzen der zufälligen Entdeckung einer Zeitmaschine gewann in Sundance den Grand Prize und den Alfred Sloan Preis, dazu den Sci-Fi-London sowie den Drehbuch-/Regiepreis des Nantucket Film Festivals. Außerdem wurde er für einen Gotham Award und vier Independent Spirit Awards nominiert.
Der ebenfalls stark verrätselte, aber von der Kritik positiv besprochene Upstream Color mit Amy Seimetz – die FAZ bezeichnet ihn als „einen der besten Science-Fiction-Filme, die je gedreht wurden“ – gewann beim Sundance Film Festival 2013 den Dramatic Special Jury Award for Sound Design.
The Atlantic verglich seinen monomanischen Stil mit dem David Lynchs und Terrence Malicks.